# Lewis Black
Lewis Niles Black (Silver Spring, 30 de agosto de 1948) é um comediante de stand-up, autor, dramaturgo, critico social e ator americano. Ele ficou reconhecido por seu estilo agressivo de comédia, que muitas vezes inclui simulação de um colapso mental, ridicularização da história, crítica política, religião, tendências e fenômenos culturais.